# Rudolf Wulfertange

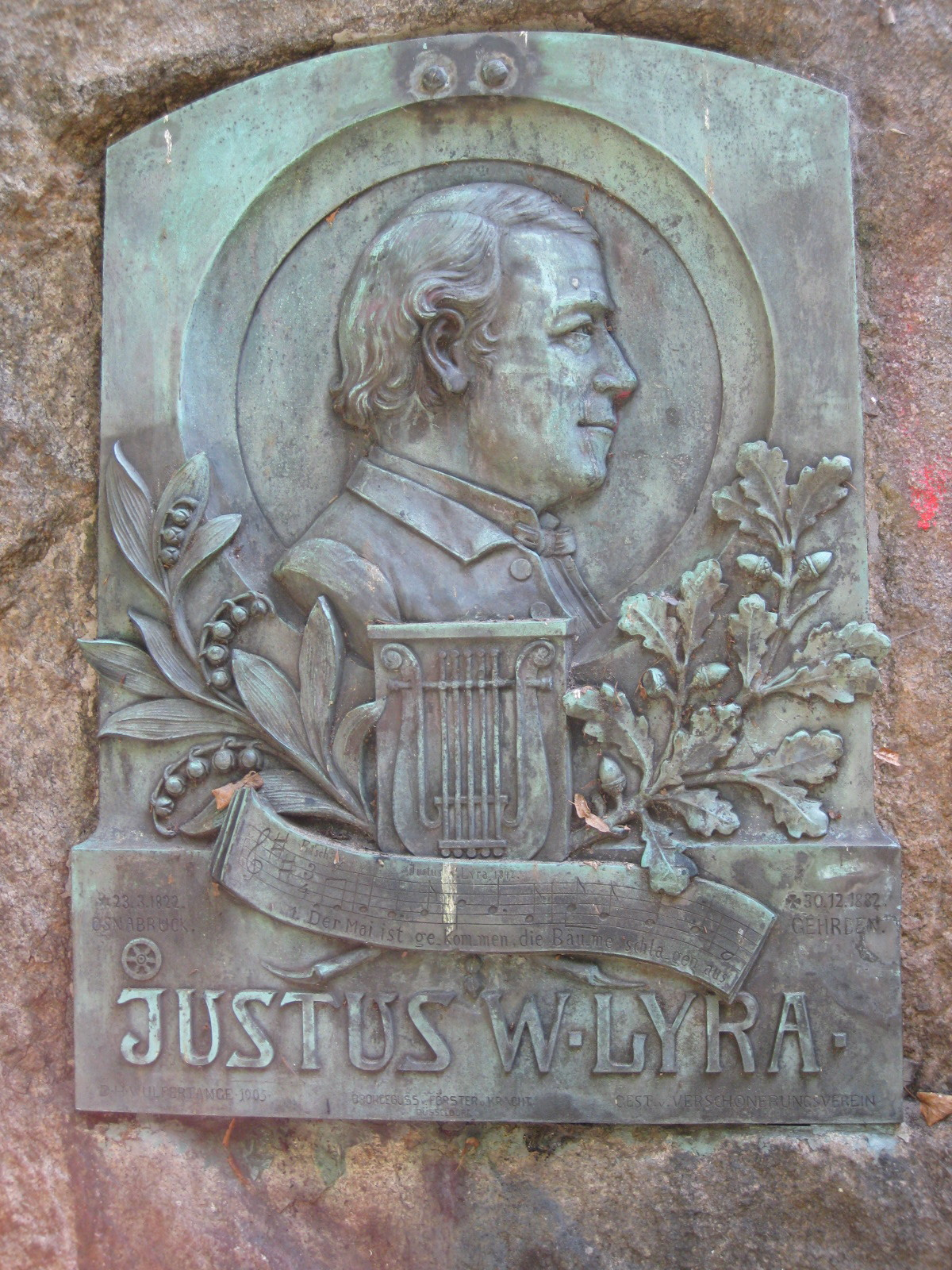
Justus Wilhelm Lyra auf dem von Wulfertange gefertigten Gedenkstein mit Plakette in Osnabrück (1905)

Rudolf Wulfertange (* 22. September 1884 in Osnabrück; † 29. Januar 1974 in 
Unkel) war ein deutscher Schriftsteller, Maler und Bildhauer.

## Leben
Rudolf Wulfertange war der Sohn des im heutigen Bremer Stadtteil Blumenthal geborenen Holzschnitzers, Modelleurs und Bildhauers Heinrich Wulfertange (1854–1924), der später nach Osnabrück ging. Rudolf Wulfertange besuchte das Ratsgymnasium Osnabrück, an dem er 1904 das Abitur ablegte. Bereits während seiner Schulzeit erhielt er vom Vater eine Ausbildung als Bildhauer in dessen Atelier an der Rolandsmauer. Nach dem Abitur nahm er ein Studium in Berlin auf. 1910 ging er nach Düsseldorf, arbeitete als Bildhauer und verkehrte in Künstlerkreisen des Expressionismus. In dieser Zeit schuf er Plastiken. 1913 heiratete er die Schauspielerin Ilse von Werner, die aus der Kölner Verlegerfamilie Neven DuMont stammte. Während des Ersten Weltkriegs diente Wulfertange in Darmstadt. Wulfertage lebte später mit seiner Frau auf dem Fronhof in Unkel, der seiner Schwiegermutter gehörte. Durch den Wohlstand der Familie seiner Frau war er nicht gezwungen, einem Brotberuf nachzugehen.
Das einzige Kind aus der Ehe, Sohn Jan, starb als Soldat im Zweiten Weltkrieg.
Erst in mittleren Jahren wandte sich Wulfertange dem Schreiben zu. Sein erstes Werk Schrappenpüster – Jugendstreich und Gestalten mit autobiografischen Merkmalen wurde ab Mai 1935 zunächst in Fortsetzungen in der Kölnischen Zeitung veröffentlicht und erschien im Herbst 1935 als Buch. Seine weiteren schriftstellerischen Arbeiten veröffentlichte er 1938, 1939 und 1940, darunter der Roman Nono – Sonnenwende einer Liebe. Don Quichote reitet nach Deutschland von 1939 ist ein weitgehend in Dialogform geschriebener Roman, der im frühen 16. Jahrhundert spielt. Nach Die Geburt des Pegasus (1941) mit einer Zeichnung Wulfertanges auf dem Titel veröffentlichte er nur noch Die Geburt der Schwiegermutter (1943), ein heiteres Werk.
Nach dem Tod seines Sohnes wandte er sich wieder der Bildhauerei und Malerei zu und schuf Büsten und Plastiken wie die seines Freundes Stefan Andres, der wie er in Unkel lebte. Etwa vier Jahre vor seinem Tod entstand die Büste Konrad Adenauers, die sich im Unkeler Stadtarchiv befindet. Wulfertange starb am 29. Januar 1974 und wurde auf dem städtischen Friedhof in Unkel beigesetzt.
Sein schriftlicher Nachlass, darunter Drehbuch-Exposés, befindet sich im Stadtarchiv von Unkel.

## Werke
- Schrappenpüster – Jugendstreich und Gestalten. Grote, Berlin 1935
- Nono – Sonnenwende einer Liebe. Steuben-Verlag, Berlin 1938
- Don Quichote reitet nach Deutschland. Grote, Berlin 1939
- Die Geburt des Pegasus. Lehrwerkstatt f. Schriftsatz u. Druck an d. Städt. Handwerker- u. Gewerbeschule, Zittau 1940
- Die Geburt der Schwiegermutter. Henn-Verlag, Ratingen 1943